# Love Scenes
Love Scenes – czwarty album kanadyjskiej jazzowej pianistki i wokalistki Diany Krall wydany w 1997 roku. Powstała również wersja albumu z dźwiękiem w systemie DTS. Płyta wyróżnia się brakiem perkusji.

## Lista utworów
1. „All or Nothing at All” – 4:35
2. „Peel Me a Grape” – 5:52
3. „I Don't Know Enough About You” – 4:01
4. „I Miss You So” – 4:42
5. „They Can't Take That Away from Me” – 5:39
6. „Lost Mind” – 3:48
7. „I Don't Stand a Ghost of a Chance with You” – 6:14
8. „You're Getting to Be a Habit With Me” – 2:14
9. „Gentle Rain” – 4:55
10. „How Deep Is the Ocean (How High Is the Sky)” – 4:45
11. „My Love Is” – 3:26
12. „Garden in the Rain” – 4:56

## Twórcy

### Muzycy
- Diana Krall – pianino, wokal
- Russell Malone – gitara
- Christian McBride – gitara basowa

### Techniczni
- Tommy LiPuma – producent
- Rory Kaplan, Bill Neighbors – producenci naczelni
- Al Schmitt – dźwiękowiec
- Lawrence Manchester, Bill Airey Smith – asystenci dźwiękowca
- Al Schmitt – miksowanie
- Koji Egawa – asystent przy miksowaniu
- Bob Ludwig, Doug Sax – mastering
- Bob Ludwig – cyfrowy mastering
- Al Schmitt – miks stereo i DTS
- Marsha Black – koordynator projektu
- Hollis King – dyrektor artystyczny
- Isabelle Wong – projekt okładki
- Rocky Schenck – zdjęcia
- Diana Krall – autorka przypisów